# Никишина, Виктория Александровна
Викто́рия Алекса́ндровна Ники́шина (род. 9 сентября 1984, Москва, СССР) — российская фехтовальщица-рапиристка. Олимпийская чемпионка 2008 года, серебряный призёр чемпионата мира 2003 года, чемпионка Европы 2008 года в командном турнире, многократный призёр чемпионатов Европы. Первый тренер спортсменки — Анна Викторовна Иляскина, также занималась у Михаила Золотарёва.

## Награды и звания
- Орден Дружбы - За большой вклад в развитие физической культуры и спорта, высокие спортивные достижения на Играх XXIX Олимпиады 2008 года в Пекине[2]
- Заслуженный мастер спорта России[3]